# 皇太后宮職
皇太后宮職（こうたいごうぐうしょく、こうたいごうぐうしき）は、宮内庁に置かれる皇太后の家政機関。
皇后が、天皇崩御を経て皇太后の位につくこと、または天皇の母親になることで、その后が崩御するまでの間のみ設置される。長は皇太后宮大夫。

## 職員
- 皇太后宮大夫

皇太后宮職の長。
- 皇太后宮女官長

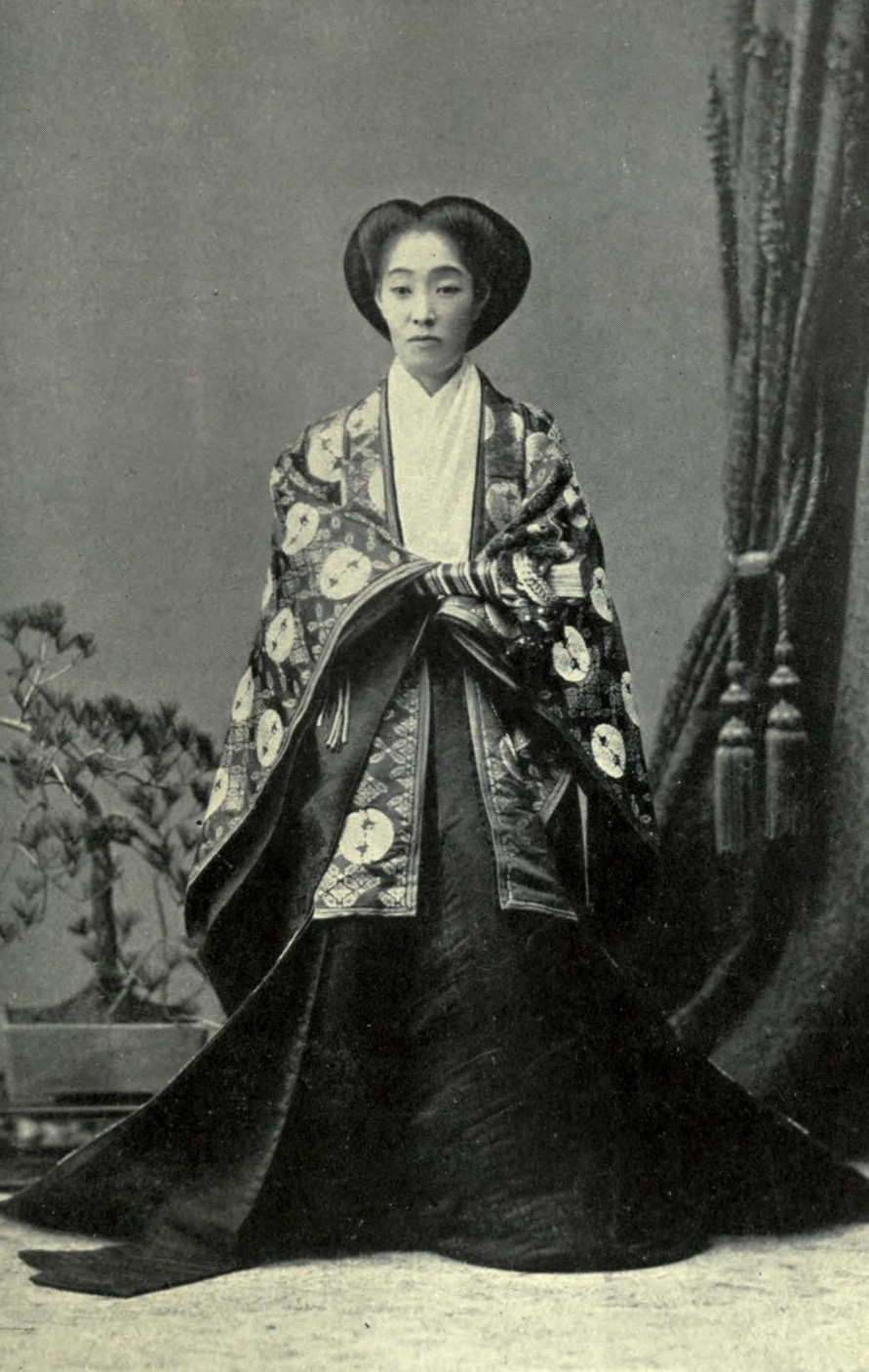
高倉寿子

皇太后の側近奉仕のことを総括し、女官を監督する。
高倉寿子、柳原愛子、竹屋津根子
- 皇太后宮女官

皇太后の側近奉仕のことを分掌し、女官長を補佐する。
錦織隆子、千種任子、小倉文子、園祥子、吉田鈺子、小池道子、久世三千子、西西子、清水谷英子、山口正子、高松歳子、大原慶子、三善千代子、西京子、今大路ふじ
- 皇太后宮御用掛

皇太后の相談役。
山中貞子、吉田鞆子

## 概要
上代においても設置例があり、聖武天皇の譲位により皇太后の位についた光明皇后のために初めて専属の職として置かれたものが最初である。古代から中世にかけては中宮職と同じくほぼ一貫して中務省に属した。
なお光明皇后の皇太后宮職は紫微中台と改称され、実質的に藤原仲麻呂の政庁として機能したが、皇太后宮職が政治的な役割を担ったのはこれが空前絶後のことだった。

## 皇太后宮大夫（明治 - 日本国憲法施行前）
| 氏名         | 在任期間                                                          | 備考 |
| ------------ | ----------------------------------------------------------------- | ---- |
| 正親町実徳   | 1869年9月3日 - 1871年2月1日 （明治2年7月27日 - 明治3年12月12日）  |      |
| 烏丸光徳     | 1871年2月1日 - 1871年8月11日 （明治3年12月12日 - 明治4年6月25日） | 兼務 |
| 万里小路博房 | 1877年（明治10年）8月29日 - 1884年（明治17年）2月22日             | 死去 |
| 杉孫七郎     | 1884年（明治17年）4月21日 - 1886年（明治19年）2月4日              | 兼務 |
| 杉孫七郎     | 1886年（明治19年）2月5日 - 1897年（明治30年）4月30日              |      |
| 香川敬三     | 1912年（明治45年・大正元年）7月30日 - 1914年（大正3年）7月31日    |      |
| 香川敬三     | 1914年（大正3年）7月31日 - 1914年（大正3年）8月1日                | 兼務 |
| 大森鍾一     | 1926年（大正15年・昭和元年）12月25日 - 1927年（昭和2年）3月3日    | 死去 |
| 入江為守     | 1927年（昭和2年）3月4日 - 1936年（昭和11年）3月19日               |      |
| 大谷正男     | 1936年（昭和11年）3月20日 - 1936年（昭和11年）5月6日              | 取扱 |
| 大谷正男     | 1936年（昭和11年）5月6日 - 1946年（昭和21年）3月29日              |      |
| 坊城俊良     | 1946年（昭和21年）3月29日 - 1947年（昭和22年）5月3日              |      |

## 皇太后宮大夫（日本国憲法施行後）
- 1949年（昭和24年）5月31日まで、宮内府事務官、叙・一級
- 1950年（昭和25年）5月31日まで、総理府事務官、叙・一級
- 1950年（昭和25年）6月1日以降、人事院規則1-5の一部改正に伴い特別職となり、「皇太后宮大夫」そのものが官職となる（叙級なし）。

| 氏名     | 在任期間                                              | 備考 |
| -------- | ----------------------------------------------------- | ---- |
| 坊城俊良 | 1947年（昭和22年）5月3日 - 1951年（昭和26年）12月31日 |      |
| 安楽定信 | 1989年（平成元年）1月11日 - 1993年（平成5年）6月30日  |      |
| 井関英男 | 1993年（平成5年）7月1日 - 2001年（平成13年）6月30日   |      |